# 伯利山
伯利山（英語：Mount Burley），是南極洲的山峰，位於南喬治亞群島，處於多里斯灣西南面4公里，海拔高度895米，由英國南極名稱諮詢委員命名，由英國海外領土管轄。